# Krutträsket (Sorsele socken, Lappland, 724589-160264)
Krutträsket är en sjö i Sorsele kommun i Lappland och ingår i Umeälvens huvudavrinningsområde. Sjön har en area på 4,26 kvadratkilometer och ligger 297,1 meter över havet.

## Delavrinningsområde
Krutträsket ingår i det delavrinningsområde (724579-160518) som SMHI kallar för Utloppet av Krutträsket. Medelhöjden är 330 meter över havet och ytan är 17,94 kvadratkilometer. Det finns inga avrinningsområden uppströms utan avrinningsområdet är högsta punkten. Vattendraget som avvattnar avrinningsområdet har biflödesordning 4, vilket innebär att vattnet flödar genom totalt 4 vattendrag innan det når havet efter 263 kilometer. Avrinningsområdet består mestadels av skog (70 procent). Avrinningsområdet har 4,44 kvadratkilometer vattenytor vilket ger det en sjöprocent på 24,7 procent.